# Otylia Jędrzejczak
Otylia Jędrzejczak (ur. 13 grudnia 1983 w Rudzie Śląskiej) – polska pływaczka specjalizująca się w stylach motylkowym i dowolnym, mistrzyni olimpijska, dwukrotna mistrzyni świata, pięciokrotna mistrzyni Europy na długim basenie, trzykrotna rekordzistka świata. Od 2021 prezeska Polskiego Związku Pływackiego.
W latach 2004–2006 wybierana najlepszym polskim sportowcem w plebiscycie „Przeglądu Sportowego”. W 2005 okrzyknięta najlepszą pływaczką w Europie przez magazyn „Swimming World”.
W 2019 wprowadzona do międzynarodowej galerii sław pływania International Swimming Hall of Fame.

## Życiorys
Jest córką Krystyny i Piotra Jędrzejczaków. Jej ojciec był pięściarzem i pracował jako górnik. Wychowała się w Kochłowicach, gdzie uczęszczała do Szkoły Podstawowej nr 19. W dzieciństwie trenowała szermierkę. Z czasem przeprowadziła się z rodziną do Katowic, gdzie ukończyła Szkołę Podstawową nr 30 w klasie o profilu pływackim.
W wieku sześciu lat zaczęła uczęszczać na regularne zajęcia pływackie, co zalecił jej lekarz, diagnozując u niej skrzywienie kręgosłupa. Jako podopieczna Pałacu Młodzieży w Katowicach w 1994 zajęła pierwsze miejsce na mistrzostwach Polski w Radlinie. Jej ówczesnymi trenerami byli, kolejno: Marian Syposz, Jacek Czarnecki, Jan Barucha i Marek Jabczyk. Po ukończeniu nauki w szkole podstawowej trafiła do Szkoły Mistrzostwa Sportowego w Krakowie, gdzie jej trenerką była Maria Jakóbik.
W tym czasie dostała się do narodowej kadry juniorskiej, a jej trenerem był Edmund Uścinowicz. W 1998 została finalistką Światowych Igrzysk Młodzieży w Moskwie. W 1999 na mistrzostwach Europy w Stambule zdobyła brązowy medal w konkurencji 200 m stylem motylkowym, a rok później została mistrzynią Europy w tej konkurencji, uzyskawszy czas 2:08,63, a także zdobyła srebrny medal na 100 m stylem motylkowym. Trzy miesiące później podczas igrzysk olimpijskich w Sydney w półfinale 200 m stylem motylkowym ustanowiła rekord Europy (2:07,81). W finale tej konkurencji była piąta z czasem 2:08,48, z kolei na dystansie 100 m stylem motylkowym uzyskała wynik 59,16 s i zajęła dziewiąte miejsce.
Po trzech latach trenowania w Szkole Mistrzostwa Sportowego odeszła z klubu i wyjechała do Hanoweru, gdzie rozpoczęła treningi pod okiem Petera Fischera. W 2001 na mistrzostwach świata w Fukuoce zdobyła srebrny medal na dystansie 100 m stylem motylkowym. Powróciwszy na stałe do Polski, dołączyła do klubu AZS-AWF Warszawa, a jej trenerem został Paweł Słomiński. 4 sierpnia 2002 na mistrzostwach Europy w Berlinie czasem 2:05,78 pobiła rekord świata na 200 m stylem motylkowym. Zajęła drugie miejsce w plebiscycie „Przeglądu Sportowego” na sportowca roku.
W lipcu 2003 została mistrzynią świata na dystansie 200 m stylem motylkowym, uzyskując czas 2:07,56, a także zdobyła srebrny medal w tej konkurencji na 100 m. Za te dokonania drugi rok z rzędu zajęła drugie miejsce w plebiscycie „Przeglądu Sportowego” na sportowca roku.
W 2004 na igrzyskach olimpijskich w Atenach zdobyła złoty medal na dystansie 200 m stylem motylkowym. Wywalczyła także dwa srebrne medale w konkurencjach 100 m stylem motylkowym i 400 m stylem dowolnym. Złoty medal przekazała na aukcję charytatywną, a uzyskaną kwotę 257 550 zł przekazała Klinice Transplantacji Szpiku, Onkologii i Hematologii Dziecięcej we Wrocławiu. 28 sierpnia otrzymała tytuł honorowej obywatelki Rudy Śląskiej, a pod koniec roku zajęła pierwsze miejsce w plebiscycie „Przeglądu Sportowego” na sportowca roku.
W 2005 podczas mistrzostw świata w Montrealu zwyciężyła na dystansie 200 m stylem motylkowym i czasem 2:05,61 poprawiła własny rekord globu. W 2005 została uznana za najpiękniejszą Polkę na gali „Viva Najpiękniejsi”, za „złote serce i złote medale”, ponadto magazyn „Swimming World” ogłosił ją najlepszą pływaczką w Europie, a ona sama drugi rok z rzędu zajęła pierwsze miejsce w plebiscycie „Przeglądu Sportowego” na sportowca roku. Po wypadku samochodowym, który spowodowała 1 października 2005, na kilka miesięcy zawiesiła karierę.
25 marca 2006 powróciła do sportu, wygrywając w Ostrowcu Świętokrzyskim na 200 m stylem motylkowym w trójmeczu Polska-Czechy-Ukraina z czasem 2:15,73. W grudniu na mistrzostwach Europy na krótkim basenie (25-metrowym) w Helsinkach, zdobywając złoty medal, ustanowiła na tym dystansie rekord Europy (2:04,94). W międzyczasie wystąpiła w teledysku do piosenki „Tyle siły mam” zespołu Varius Manx. Pod koniec 2006 trzeci rok z rzędu zajęła pierwsze miejsce w plebiscycie „Przeglądu Sportowego” na sportowca roku.
W marcu 2007 na mistrzostwach świata w Melbourne wywalczyła srebrny medal w konkurencji 400 m stylem dowolnym oraz brązowy medal na dystansie 200 m stylem motylkowym. W grudniu na mistrzostwach Europy na krótkim basenie w Debreczynie zdobyła złoty medal, ustanawiając rekord świata (2:03,53). Ponadto zajęła trzecie miejsce w plebiscycie „Przeglądu Sportowego” na sportowca roku.
W marcu 2008 bez powodzenia startowała w mistrzostwach Europy w Eindhoven, odpadając w półfinałowych wyścigach na 100 i 200 m stylem motylkowym. Niedługo po zakończeniu zawodów, 28 marca została uhonorowana Orderem Uśmiechu przez Międzynarodową Kapitułę Orderu Uśmiechu. Podczas igrzysk olimpijskich w Pekinie była czwarta w wyścigu na 200 m stylem motylkowym, dziewiąta na 400 m stylem dowolnym i zajęła 17. miejsce w wyścigu na 100 m stylem motylkowym. Rozczarowana wynikami osiągniętymi na igrzyskach, na jakiś czas zawiesiła treningi. W tym czasie zakończyła studia magisterskie na Akademii Wychowania Fizycznego w Warszawie, po czym podjęła dwuletnie studia w stołecznej Akademii Leona Koźmińskiego na kierunku public relations.
W pierwszym kwartale 2009 zakończyła współpracę z Pawłem Słomińskim i rozpoczęła treningi pod okiem Roberta Białeckiego. Również w 2009 uczestniczyła w dziesiątej edycji programu rozrywkowego TVN Taniec z gwiazdami; w parze ze Sławomirem Turskim zajęła piąte miejsce.
Jeszcze w 2009 zdecydowała się na wyjazd na treningi do USA, gdzie ćwiczyła pod okiem Dave’a Sali. W 2011 bez sukcesu uczestniczyła w mistrzostwach świata w Szanghaju, zajmując w eliminacjach dopiero 19. miejsce na 100 m stylem motylkowym, przez co nie zakwalifikowała się do półfinałów. W trakcie zawodów podjęła decyzję o wyjeździe do Hiszpanii, gdzie trenowała u Bartosza Kizierowskiego.
W 2012 wystartowała w igrzyskach olimpijskich w Londynie; zajęła 16. miejsce w konkurencji 200 m stylem motylkowym oraz 25. miejsce na dystansie dwukrotnie krótszym. Również w 2012 zarejestrowała akademię pływania „Gold Butterfly”, z czasem przemianowaną na „Akademię Otylia”. W latach 2013–2014 studiowała międzynarodowe zarządzanie sportem na Międzynarodowym Rosyjskim Uniwersytecie Olimpijskim w Soczi.
W styczniu 2014 zakończyła karierę sportową oraz objęła stanowisko prezesa Polskiego Stowarzyszenia Sportu Kobiet. 5 czerwca 2014 podczas uroczystości rozpoczęcia pływackich mistrzostw Polski w Olsztynie ogłosiła zakończenie sportowej kariery.

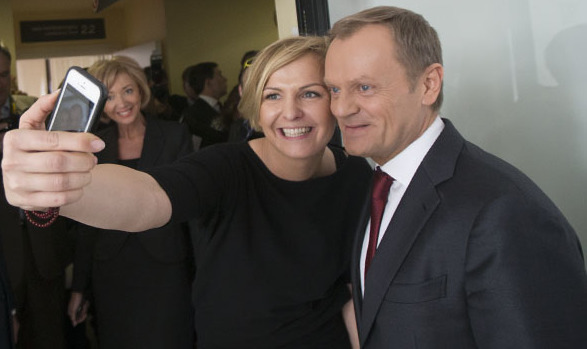
Otylia Jędrzejczak i Donald Tusk, kwiecień 2014

W wyborach do Parlamentu Europejskiego w 2014 bezskutecznie ubiegała się o mandat z drugiego miejsca na liście Platformy Obywatelskiej w województwie kujawsko-pomorskim, uzyskując 10 110 głosów. W 2015 była jedną z jurorek w programie rozrywkowym Polsatu Celebrity Splash!, była członkinią honorowego komitetu poparcia Bronisława Komorowskiego przed wyborami prezydenckimi w Polsce oraz zarejestrowała Fundację Otylii Jędrzejczak, pod której szyldem wspiera młodych sportowców m.in. poprzez organizację obozów sportowych „Otylia Swim Tour” i realizowanie projektu Mistrzynie w Szkołach, jak też organizuje zawody pływackie „Mikołajkowa Olimpiada Pływacka” i „Otylia Swim Cup”. W tym czasie została też wykładowcą w Zakładzie Teorii Sportu, Pływania i Ratownictwa Wodnego na AWF w Warszawie.
W kwietniu 2017 została członkiem zarządu Polskiego Komitetu Olimpijskiego.
W 2019 została wprowadzona do International Swimming Hall of Fame.
W lutym 2020 wypuściła autorską linię ubrań dla dzieci „Little Champion” pod szyldem marki „Ewa Klucze by Otylia”.
We wrześniu 2021 została wybrana prezesem Polskiego Związku Pływackiego.
Patronuje Szkole Podstawowej nr 4 w Żorach.
Jest także absolwentką Collegium Humanum – Szkoły Głównej Menedżerskiej z siedzibą w Warszawie.

## Życie prywatne
Była zaręczona z Maciejem Drzewińskim, piłkarzem wodnym, z którym jednak rozstała się po dwóch i pół roku związku. Następnie związała się z Michałem Lewandowskim, byłym tenisistą. W 2015 poznała Pawła Przybyłę, młodszego o cztery lata nauczyciela wychowania fizycznego i byłego zawodnika II-ligowej Cracovii w sekcji koszykówki, z którym ma córkę Marcelinę (ur. 2017) i syna Grzegorza (ur. 2019). Mieszkają w Warszawie. 

### Wypadek samochodowy spowodowany przez Jędrzejczak

#### Przebieg wypadku
1 października 2005 doznała obrażeń w spowodowanym przez siebie wypadku samochodowym w Miączynie. W samochodzie, którym kierowała, poniósł śmierć jej 18-letni brat, Szymon. Zgodnie z opinią biegłych z Instytutu Ekspertyz Sądowych w Krakowie przyczyną wypadku był nieprawidłowo wykonany manewr wyprzedzania oraz nadmierna prędkość – około 110 do 120 km/h. Jędrzejczak, wyprzedzając inne samochody, chcąc uniknąć zderzenia z jadącym z naprzeciwka samochodem, zjechała prowadzonym przez siebie Chryslerem 300 C na lewą stronę jezdni, a następnie na pobocze. W momencie wypadku Jędrzejczak była niedoświadczonym kierowcą, prawo jazdy otrzymała kilkanaście miesięcy wcześniej.

#### Przebieg procesu
W grudniu 2005 prokuratura w Płońsku postawiła jej zarzut nieumyślnego spowodowania wypadku ze skutkiem śmiertelnym, po czym 3 stycznia 2007 wniosła akt oskarżenia do sądu rejonowego w Płońsku. Prokuratura zaproponowała ugodę: karę dwóch lat pozbawienia wolności w zawieszeniu, pod warunkiem dobrowolnego poddania się karze. Jędrzejczak nie przyjęła warunków prokuratury, twierdząc, że „nie czuje się winna śmierci brata” a jej przedstawiciel domagał się uniewinnienia Jędrzejczak. 20 lutego 2007 rozpoczęła się jej rozprawa przed sądem w Płońsku. W procesie Jędrzejczak została skazana na dziewięć miesięcy ograniczenia wolności i prac na cele społeczne w wymiarze 30 godzin miesięcznie (uczyła dzieci pływać), otrzymała także zakaz prowadzenia pojazdów przez jeden rok. 
Zarówno prokuratura jak i Jędrzejczak odwołali się od wyroku – prokuratura domagała się zaostrzenia zakazu prowadzenia pojazdów orzeczonego wobec Jędrzejczak – z roku na dwa lata. Jędrzejczak ponownie domagała się uniewinnienia oraz zwrotu poniesionych przez nią kosztów procesowych. Sąd Okręgowy w Płocku uznał apelacje prokuratury i obrońców pływaczki za bezzasadne, w związku z czym wyrok został utrzymany i stał się prawomocny.

## Najważniejsze osiągnięcia

### Igrzyska olimpijskie
- Sydney 2000 – 5. miejsce (200 m stylem motylkowym)
- Ateny 2004 – 1. miejsce (200 m stylem motylkowym), 2. miejsce (100 m stylem motylkowym), 2. miejsce (400 m stylem dowolnym)
- Pekin 2008 – 4. miejsce (200 m stylem motylkowym), 17. miejsce (100 m stylem motylkowym), 9. miejsce (400 m stylem dowolnym)
- Londyn 2012 – 16. miejsce (200 m stylem motylkowym), 25. miejsce (100 m stylem motylkowym)

### Mistrzostwa świata
- Fukuoka 2001 – 2. miejsce (100 m stylem motylkowym)
- Barcelona 2003 – 1. miejsce (200 m stylem motylkowym), 2. miejsce (100 m stylem motylkowym)
- Montreal 2005 – 1. miejsce i rekord świata (200 m stylem motylkowym), 3. miejsce (100 m stylem motylkowym)
- Melbourne 2007 – 2. miejsce (400 m stylem dowolnym), 3. miejsce (200 m stylem motylkowym)

### Mistrzostwa świata (basen 25-metrowy)
- Ateny 2000 – 3. miejsce (200 m stylem motylkowym)
- Moskwa 2002 – 5. miejsce (200 m stylem motylkowym)

### Mistrzostwa Europy
- Stambuł 1999 – 3. miejsce (200 m stylem motylkowym), 5. miejsce (100 m stylem motylkowym)
- Helsinki 2000 – 1. miejsce (200 m stylem motylkowym), 2. miejsce (100 m stylem motylkowym)
- Berlin 2002 – 1. miejsce i rekord świata (200 m stylem motylkowym), 2. miejsce (100 m stylem motylkowym)
- Madryt 2004 – 1. miejsce (200 m stylem motylkowym), 3. miejsce (100 m stylem motylkowym)
- Budapeszt 2006 – 1. miejsce (200 m stylem dowolnym), 2. miejsce (sztafeta 4x200 m stylem dowolnym), 1. miejsce (200 m stylem motylkowym)
- Eindhoven 2008 – odpadła w półfinałach na: 100 m stylem motylkowym i 200 m stylem motylkowym

### Mistrzostwa Europy (basen 25-metrowy)
- Walencja 2000 – 4. miejsce (400 m stylem zmiennym), 5. miejsce (200 m stylem zmiennym)
- Antwerpia 2001 – 1. miejsce (200 m stylem motylkowym), 5. miejsce (100 m stylem motylkowym)
- Helsinki 2006 – 1. miejsce (200 m stylem motylkowym; rekord Europy, 2:04,94), 2. miejsce (200 m stylem dowolnym; rekord Polski, 1.54,39)
- Debreczyn 2007 – 1. miejsce (200 m stylem motylkowym; rekord świata, 2.03,53), 3. miejsce (100 metrów stylem motylkowym)

### Mistrzostwa Europy juniorów
- Moskwa 1999 – 1. miejsce (100 m stylem motylkowym), 1. miejsce (200 m stylem motylkowym)

## Rekordy świata
| Data            | Miejsce   | Konkurencja                          | Rezultat | Status                                  |
| --------------- | --------- | ------------------------------------ | -------- | --------------------------------------- |
| 4 sierpnia 2002 | Berlin    | 200 m stylem motylkowym (basen 50 m) | 2.05,78  | do 28 lipca 2005                        |
| 28 lipca 2005   | Montreal  | 200 m stylem motylkowym (basen 50 m) | 2.05,61  | do 17 sierpnia 2006 (Jessicah Schipper) |
| 13 grudnia 2007 | Debreczyn | 200 m stylem motylkowym (basen 25 m) | 2.03,53  | do 23 lutego 2008 (Yuko Nakanishi)      |

## Odznaczenia
- Krzyż Kawalerski Orderu Odrodzenia Polski – 2004[60]
- Medal Świętego Brata Alberta – 2005
- Order Uśmiechu – 2008

## Filmografia
- 2013: Rodzinka.pl jako ona sama
- 2013: Pierwsza miłość jako ona sama